# Andreas Blomqvist
Peter Andreas Blomqvist, född 5 maj 1992 i Karlshamn, är en svensk fotbollsspelare som spelar för FK Karlskrona.

## Karriär
Han gjorde den 30 juni 2012 sin debut i Allsvenskan för Mjällby AIF, när han i halvtid i hemmamatchen mot IFK Norrköping blev inbytt.
Han skrev i januari 2015 ett kontrakt med danska AaB som skulle sträcka sig fram till 30 juni 2019. Ett år senare i januari 2016 meddelade IFK Norrköping att man värvar Blomqvist och skriver ett treårskontrakt. I september 2018 skrev han på ett nytt tvåårskontrakt med Norrköping. Den 11 januari 2021 återvände Blomqvist till Mjällby AIF, där han skrev på ett tvåårskontrakt för klubben. Efter säsongen 2022 lämnade Blomqvist Mjällby.
Inför säsongen 2023 blev Blomqvist klar för division 2-klubben FK Karlskrona.